# (541) Débora
(541) Débora es un asteroide perteneciente al cinturón de asteroides descubierto el 4 de agosto de 1904 por Maximilian Franz Wolf desde el observatorio de Heidelberg-Königstuhl, Alemania.
Está nombrado por Débora, un personaje de la Biblia.